# Березанская, Софья Станиславовна
Софья Станиславовна Березанская (укр. Софія Станіславівна Березанська; 15 мая 1924, Каменец-Подольский — 2 мая 2024, Киев) — советский и украинский археолог. Доктор исторических наук (1977).

## Биография
Софья Баранович родилась 15 мая 1924 года в г. Каменце-Подольском в благородной семье с глубокими интеллигентными традициями. В 1932 году отца — офицера, адъютанта генерала Брусилова — арестовали, а семью выслали в Астрахань. Юная Софья окончила школу перед самым началом Великой Отечественной войны. Семья оказывается в северном Казахстане.
Там начинается трудовая биография С. Баранович. Первой её профессией становится профессия трактористки. Однако София нелегально уехала в Кзыл-Орду и поступила в Объединенный украинский университет.
При первой возможности, ещё будучи студенткой, С. С. Баранович возвращается на Украину и переводится на обучение в Киевский государственный университет им. Т. Г. Шевченко на исторический факультет, который заканчивает с отличием в 1948 году. В университете "среди развалин Киева" она встретила студента-математика Юрия Березанского, который стал ее мужем.  
С 11 мая 1948 года работала в херсонском музее в должности старшего научного сотрудника. Осенью 1949 года София Станиславовна поступает в аспирантуру Института археологии АН Украинской ССР.
Вскоре после окончания в 1953 году аспирантуры защищает кандидатскую диссертацию на тему: «Памятники предскифского времени на Уманщине и их историческое значение», посвященную белогрудовской культуре. После этого зачисляется младшим научным сотрудником отдела первобытной археологии Института археологии АН УССР. С того времени научные интересы Софии Станиславовны уже связаны территориально преимущественно с регионами Лесостепи и Полесья, то есть с Северной Украиной.
С 1953 года работала в Институте археологии АН УССР (ныне Институт археологии НАН Украины): от 1966 года — старший научный сотрудник, в 1986—1997 годах — ведущий научный сотрудник.
Умерла 2 мая 2024 года в Киеве, не дожив 13 дней до 100-летия.

### Научная деятельность
София Березанская исследовала историю население Северной Украины времен раннего, среднего и позднего бронзового века.
Провела около 40 археологических экспедиций, среди которых многолетние возле села Пустынка Черниговской области, в урочище Усово Озеро Донецкой области и села Гордеевка Винницкой области.
Обосновала концепцию культурного развития населения Северной Украины от северо-восточных вариантов трипольской культуры памятниками культуры шнуровой керамики к восточнотшинецкой и белогрудовской культурам (раннего железного века) и далее к раннеславянским образованиям.
Выделила культуру многоваликовой керамики и четыре ее варианта (восточный (донецкий), юго-западный, среднеднепровский и нижнеднепровский), а также  восточнотшинецкую и лебедовскую культуры.
Разработала методику выявления и полного раскрытия всех жилых построек на исследуемом памятнике.
Общий публикационный научный фонд С.С. Березанской составляют 5 монографий, 5 коллективных книг и около 110 статей. Одна из авторов коллективных монографий «Археология Украинской ССР» (Киев, 1971, том 1) и «Древняя история Украины. Первобытное общество» (Киев, 1977, том 1).

## Семья
- Отец — Станислав Викентьевич Баранович (1889—?), родился в Каменце-Подольском. В 1913 году подпоручик 24 саперного батальона[5]. 14 апреля 1915 года награждён орденом Св. Станислава 3 степени с мечами и бантом за отличия в делах против неприятеля[6]. В 1918 году штабс-капитан, участник белого движения (ВСЮР). Взят в плен и с 1921 года на особом учёте на Украине[7]. Репрессирован.
- Муж — Юрий Макарович Березанский (1925—2019), математик, специалист по функциональному анализу. Доктор физико-математических наук, профессор, академик НАН Украины. 
  - Дочь — Наталия работала в Институте биохимии НАНУ.

## Труды
- Бронзовий вік на Україні. — К., 1964.
- Средний период бронзового века в Северной Украине. — К., 1972.
- Пустынка. Поселение эпохи бронзы на Днепре. — К., 1974.
- Северная Украина в эпоху бронзы. — К., 1982.
- Культуры эпохи бронзы на территории Украины. — К., 1986 (в соавторстве).
- Усово Озеро. Поселение срубной культуры на Северном Донце. — К., 1990.
- Das Graberfeld von Hordeevka. — Berlin, 1998 (в соавторстве).

## Премии
- 13 декабря 1977 — Государственная премия УССР в области науки и техники за монографию «Археология Украинской ССР» в трех томах, опубликованную в 1971—1975 годах [8]. Вместе с Березанской лауреатами стали 9 учёных — Лазарь Славин, Василий Довженок, Юрий Захарук, Олимпиада Шапошникова, Михаил Кучера, Варвара Ильинская, Алексей Тереножкин, Дмитрий Телегин, Сергей Бибиков.